# Bodensøen
Bodensøen (tysk: Bodensee, fransk: Lac de Constance, engelsk: Lake Constance (efter Konstanz)) er en sø på grænsen mellem Tyskland, Østrig og Schweiz. Den er fordelt over de schweiziske kantoner Schaffhausen, Thurgau og St. Gallen, det østrigske forbundsland Vorarlberg samt de tyske forbundslande Baden-Württemberg og Bayern.
Søen er i realiteten to søer, nemlig den største del, kaldet Obersee (Oversøen) og den mindre del mod sydvest, kaldet Untersee (Undersøen). De to dele er forbundet af den 4,3 km lange flod Seerhein ("Sø-Rhinen"), som er en del af Rhinen. Fra Obersee til Untersee er der en forskel på 30 cm i vandspejlets højde.

## Navnet på søen
Bodensøen har sit tyske navn fra den lille by Bodman i kommunen Bodman-Ludwigshafen i søens nordvestlige ende. Den danske betegnelse stammer fra den tyske. Såvel det engelske som det franske navn stammer fra byen Konstanz, der ligger, hvor skellet mellem Obersee og Untersee ligger. Floden Seerhein går gennem Konstanz.

## Internationale grænser
Der eksisterer ingen bindende aftaler omkring grænsernes placering rundt om Bodensøen. Schweiz har det synspunkt, at grænsen ligger midt gennem søen, Østrigs opfattelse er, at hele søen under ét er et fælles ansvarsområde for de omkringliggende lande, mens Tyskland helt har undladt at lægge sig fast på en holdning.

Spørgsmål omkring sejlads, skibsfart, fiskeri etc. reguleres derfor ved separate aftaler, som indgås fra gang til gang. Ved uoverensstemmelser i disse spørgsmål har man valgt at lade Den Europæiske Unions Domstol træffe beslutning.

## Geografi
Bodensøen ligger i forlandet til Alperne ("Alpenvorland"). Søbredden har en samlet længde på 273 km, hvoraf 173 ligger i Tyskland (Baden-Württemberg 155, Bayern 18 km), 28 km i Østrig og 72 km i Schweiz. Bodensøen er som helhed (med Obersee og Untersee set som ét samlet) med 536 km² den tredjestørste sø i Centraleuropa, og målt på vandvolumen (48,5 km³) den andenstørste. Den er 69,2 km lang fra Bregenz i syd til Stein am Rhein i Schweiz.
Den største del af vandet i Bodensøen kommer fra Alpenrhein. Alpenrhein og Seerhein gennemstrømmer søen i forholdsvis ublandede baner. Samtidig er der en del små bække og åer (236), som danner opland til Bodensøen. Obersøens vigtigste floder er (mod uret) Dornbirner Ach, Bregenzer Ach, Leiblach, Argen, Schussen, Rotach, Seefelder Aach, Stockacher Aach, Salmsacher Aach, Aach (bei Arbon), Steinach, Goldach og Alter Rhein. Obersee afvandes af Seerhein, som igen føder Untersee.

## Flora og Fauna
Bodensøen har på grund af dens naturparker en del indfødte fugle (412 arter er påvist ), men hvert år overvintrer omkring 250.000 trækfugle.
Søen har omkring 45 fiskearter og fiskeriet fanger omkring 1,5 millioner kg fisk om året. Særlige for Bodensøen er alpine underarter af Helt-fisk og Røddinger.

## Byer og bymæssige bebyggelser rundt om søen
Langs med Bodensøen ligger en lang række større eller mindre byer. Herunder følger en oplistning af de væsentligste, startende i Østrig i søens sydøstlige hjørne, hvor Rhinen løber ud i søen og herefter søen rundt i urets retning. Ved hvert bynavn er i parentes anført nationalitetsbetegnelse for de enkelte lande: Østrig: (A), Schweiz: (CH) og Tyskland: (D).
- Fussach (A)
- Höchst (A)
- Gaissau (A)
- Altenrhein (CH)
- Rorschach (CH)
- Horn (CH)
- Steinach (CH)
- Arbon (CH)
- Frasnacht (CH)
- Romanshorn (CH)
- Uttwil (CH)
- Kesswil (CH)
- Güttingen (CH)
- Altnau (CH)
- Münsterlingen (CH)
- Bottighofen (CH)
- Kreuzlingen (CH)
- Konstanz (D)
- Gottlieben (CH)
- Ermatingen (CH)
- Mannenbach (CH)
- Berlingen (CH)
- Steckborn (CH)
- Mammern (CH)
- Eschenz (CH)
- Stein am Rhein (CH)
- Öhningen (D)
- Gaienhofen (D)
- Moos (D)
- Radolfzell am Bodensee (D)
- Allensbach (D)
- Reichenau (på øen med samme navn) (D)
- Konstanz (igen) (D)
- Litzelstetten (D)
- Dingelsdorf (D)
- Wallhausen (D)
- Bodman (D)
- Bodman-Ludwigshafen (D)
- Sipplingen (D)
- Überlingen (D)
- Uhldingen-Mühlhofen (D)
- Meersburg (D)
- Hagnau (D)
- Immenstaad (D)
- Friedrichshafen (D)
- Eriskirch (D)
- Langenargen (D)
- Kressbronn (D)
- Nonnenhorn (D)
- Wasserburg (D)
- Lindau (D)
- Lochau (A)
- Bregenz (A)
- Hard (A)